# Ribon
A Ribon (りぼん) é uma revista mensal japonesa de mangá shōjo (para meninas) da editora Shueisha, publicada desde agosto de 1955[carece de fontes?]. Entre 1.º de outubro de 2008 e 30 de setembro de 2009, foram vendidas 274.167 de suas revistas..